# Bertrada
Bertrada  è un nome proprio di persona italiano femminile.

## Varianti
- Maschili: Bertrado[1]

### Varianti in altre lingue
- Germanico: Bertrada[2]. Bertherada[2], Perhtrada[2]
  - Maschili: Berhtrad[2], Berehtrat[2], Perhtrad[2], Perhtrat[2], Bertrad[2]
- Latino: Bertrada
  - Maschili: Bertradus

## Origine e diffusione
Nome di scarsissima diffusione, è la forma femminile del nome germanico Berhtrad. È composto da beraht (o berht, "brillante", "illustre") e rât (om raet, raed, "saggezza", "consiglio").

## Onomastico

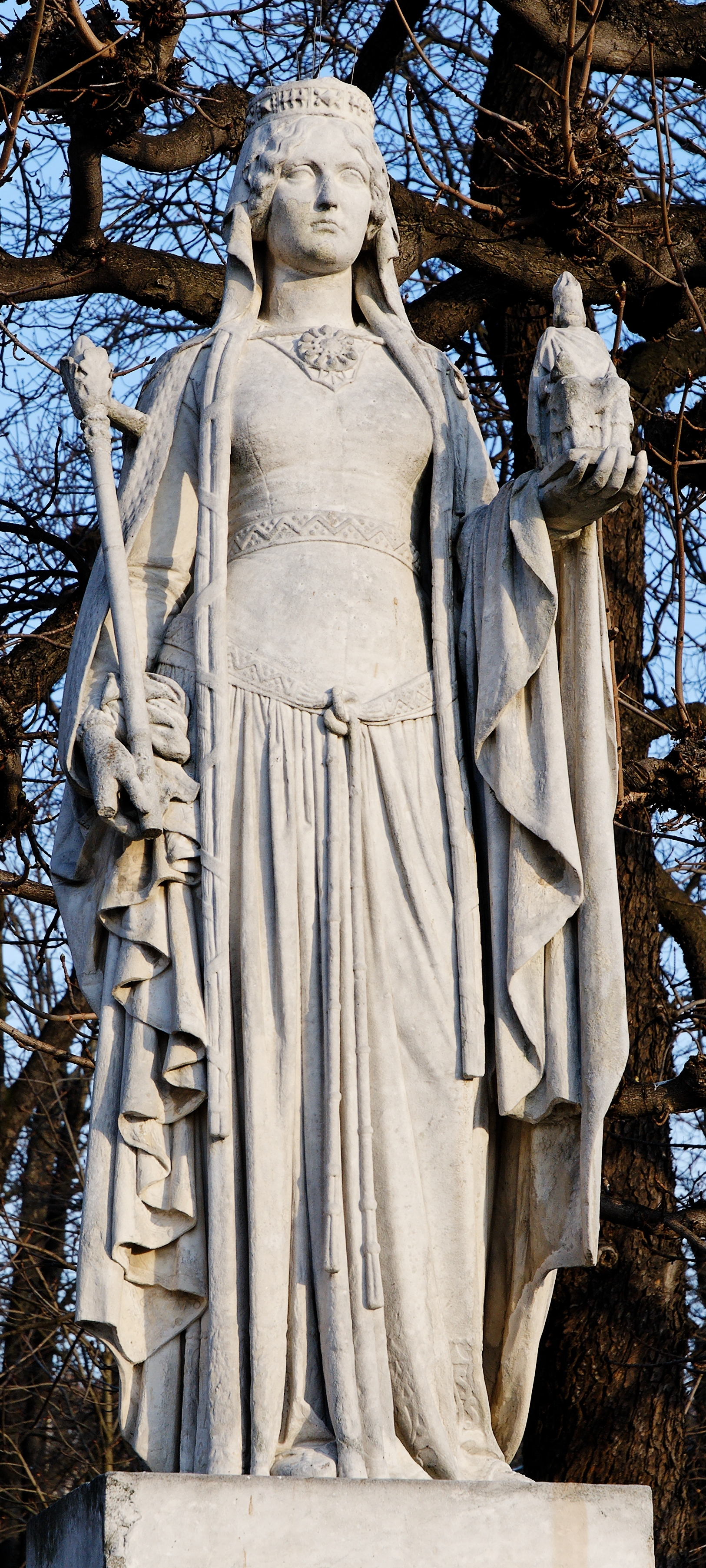
Statua di Bertrada di Laon nei Giardini del Lussemburgo, Parigi

L'onomastico si può festeggiare il 24 marzo in memoria della beata Bertrada di Laon, madre di san Carlo Magno.

## Persone
- Bertrada di Laon, moglie di Pipino il Breve, re dei Franchi
- Bertrada di Montfort, regina consorte di Francia
- Bertrada di Prüm, contessa merovingia